# Myndus rumina
Myndus rumina är en insektsart som beskrevs av Ronald Gordon Fennah 1969. Myndus rumina ingår i släktet Myndus och familjen kilstritar. Inga underarter finns listade i Catalogue of Life.